# 大宮共立病院
大宮共立病院（おおみやきょうりつびょういん）は、医療法人財団新生会が埼玉県さいたま市見沼区大字片柳に設置する病院。
1981年8月開設。開設者の漆原彰は日本医科大学出身で、卒業後は附属病院老人科医局に属するなど、長く老人医療に携わってきた人物である。1985年7月開設の特別養護老人ホーム「敬寿園」、1989年2月開設の老人保健施設「大宮ナーシングピア」を同一敷地内に持つ。これら3つの施設を併設する老人病院は当時珍しく、1990年3月27日には津島雄二厚生大臣が現地を視察した。

## 診療科
（この節の出典）
1989年8月には高齢者専門の歯科を開設した。
- 内科
- 外科
- 神経内科
- 精神科
- 放射線科
- 整形外科
- 皮膚科
- リハビリテーション科
- 歯科
- 口腔外科

## 医療機関の指定・認定
- 保険医療機関[6]
- 労災保険指定医療機関[6]
- 指定自立支援医療機関（精神通院医療）[6]
- 身体障害者福祉法指定医の配置されている医療機関[6]
- 生活保護法指定医療機関[6]
- 難病の患者に対する医療等に関する法律に基づく指定医療機関[6]
- 公益財団法人日本医療機能評価機構認定病院[7]
- このほか、各種法令による指定・認定病院であるとともに、各学会の認定施設でもある。

## 交通アクセス
- JR各線大宮駅から[8]
- 埼玉高速鉄道線浦和美園駅から[8]
  - 国際興業バス乗車、「三崎台（大宮共立病院前）」停留所下車